# Leucanopsis otho
Leucanopsis otho är en fjärilsart som beskrevs av Barnes 1901. Leucanopsis otho ingår i släktet Leucanopsis och familjen björnspinnare. Inga underarter finns listade i Catalogue of Life.